# Tec-Mec

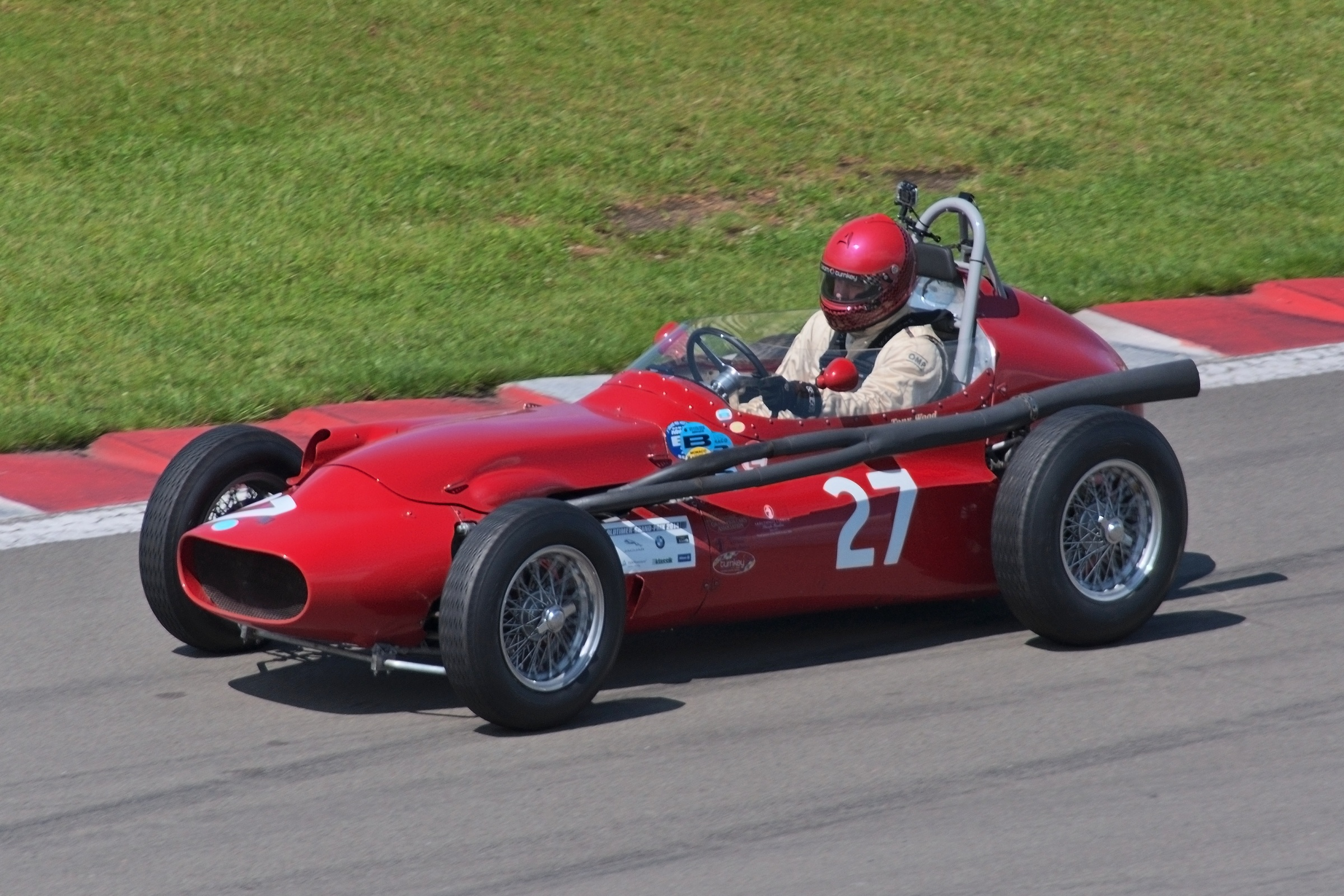
TecMec Maserati 451.

Tec-Mec va ser un constructor de Fórmula 1 italià.
Van participar en un únic Gran Premi de F1, el Gran Premi dels Estats Units de 1959 utilitzant una versió modificada i alleugerida de un Maserati 250F.

## Resultats a la F1
| Any  | Pilot    | 1   | 2   | 3   | 4   | 5   | 6   | 7   | 8   | 9   |
| ---- | -------- | --- | --- | --- | --- | --- | --- | --- | --- | --- |
| 1959 | F.d'Orey | MON | IND | DUT | FRA | GBR | DEU | POR | ITA | USA |